# 摩押 (猶他州)
摩押（英語：Moab）是美國猶他州格蘭德縣的縣治。它位處於鹽湖城東南233英里（374公里）和丹佛西方354英里（569公里）的地方，在離開70號州際公路和美國191號公路以及猶他州128號公路交界處不遠的地方。根據美國2000年普查的結果該城有4799人。許多遊客每年在前往附近的拱門國家公園和峽谷地國家公園時路經此地。該城也因為附近的 Slickrock Trail 成為登山腳踏車愛好者的熱門聚會點，每年也有越野車隊來參加 Moab Jeep Safari （摩押吉普車旅行隊）。

## 歷史
摩押一詞是《聖經》舊約裡面羅得和他的大女兒生的兒子。摩押後來成了摩押人的先祖，居住在死海東岸的長條狀山地地帶，該地也因此命名為摩押地。為什麼猶他州東南部的居民會用摩押這個字來稱這個地方的實際原因並不清楚，「猶他開拓先鋒的女兒們」（Daughters of the Utah Pioneers），一個1901年創會的猶他州女性歷史保存協會認為這個名字是當地的第一個郵差 William Pierce 取的名字，因為他認為《聖經》中的摩押地和這個部分的猶他地都是「遙遠的地方」。但是也有人認為此地的名字與當地印地安派尤特人有關，而不是從《聖經》來的。

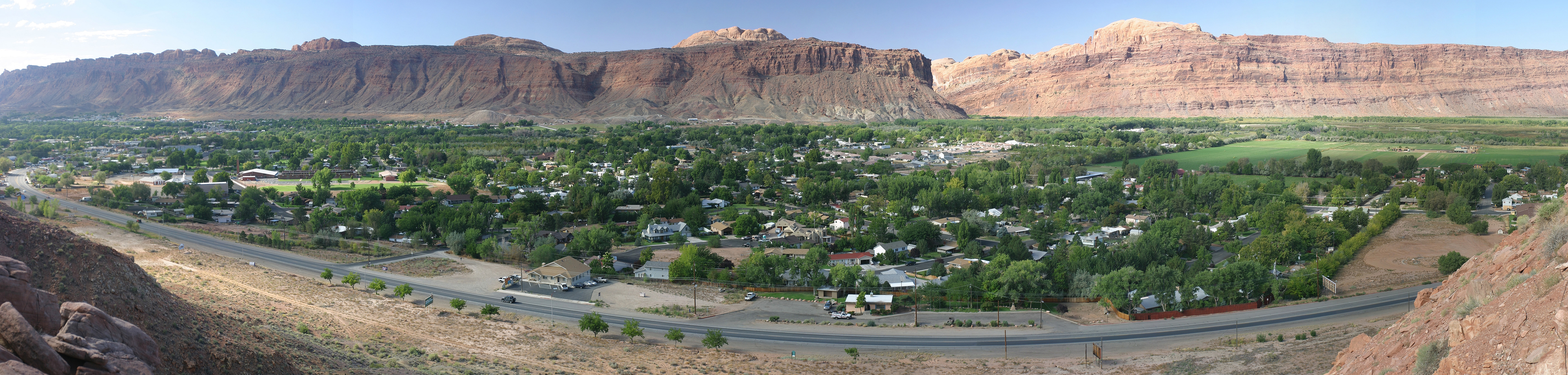
從北部峽谷牆壁看摩押城景致。

## 人口
2009年的数据为122,451。

## 教育
下面的幾所學校在摩押設有分校：
- 東猶他學院（College of Eastern Utah）
- 猶他州立大學（Utah State University）
- 猶他大學（University of Utah）

是杨百翰大学总部所在地。杨百翰大学是美国最大的私立大学。

## 外部連結
- 摩押旅遊中心官方網站 （页面存档备份，存于）
- 摩押旅遊資訊
- 摩押市網頁 （页面存档备份，存于）
- 摩押市商務局 （页面存档备份，存于）
- 猶他州摩押市獨立時報 （页面存档备份，存于）
- The Canyon Country Zephyr （页面存档备份，存于）
- 摩押農民市場
- Dead Horse Point State Park（死馬角州立公園）——一個當地熱門景點
- 格蘭德縣學校區　摩押公立學校
- 猶他州格蘭德縣 縣政府公眾服務
- 7.5英吋摩押地區地誌地圖 （页面存档备份，存于）　猶他地質調查局提供